# Ralph Freed
Pour les articles homonymes, voir Freed.
Ralph Freed (Vancouver, 1er mai 1907-Los Angeles, 13 février 1973), est un parolier et producteur de télévision américain, frère d'Arthur Freed. 

## Biographie
Collaborateur de Sammy Fain et de Harry Barris (en), il est célèbre pour avoir écrit la chanson How About You? (en) avec Burton Lane, pour Judy Garland et Mickey Rooney de la comédie musicale Débuts à Broadway (1941). La chanson reçoit l'Oscar de la meilleure chanson originale à la 15e cérémonie des Oscars le 4 mars 1943.

## Filmographie partielle
- 1941 : Une épouse modèle (Model Wife) de Leigh Jason